# Чепурковский, Ефим Михайлович
Ефи́м Миха́йлович Чепурко́вский, (20 января (1 февраля) 1871, Киев — 1950) — российский и американский учёный в области палеоантропологии, этнограф, библиограф, магистр наук (с 1913). Его основные научные труды посвящены методам выделения расовых типов. Первым в Российской империи использовал статистические методы для исследования антропологического материала.

## Биография
Завершил обучение в Харьковском университете.
Приват-доцент Костромского университета (с 1918), профессор кафедры антропологии физико-математического факультета Московского университета (в 1919—1922 гг.), профессор Дальневосточного университета (в 1923—1926 одах) , директор Владивостокского краеведческого музея.
В 1926 эмигрировал в Харбин, где читал курс географии на Харбинском юридическом факультете. В 1934, после установления Манчжурской империи, эмигрировал в Литву, откуда в 1938 переехал в США. Умер в Лос Анджелесе в 1950.
Основные его научные труды посвящены вопросам этнической антропологии, расовой классификации и методам таксономии в антропологии (географическое распределение антропологических признаков народа Российской империи в вопросе «общей антропологии»); является автором критического разбора «антропосоциологических теорий».

## Работы
- «Материалы для антропологии России. Опыт выделения главных типов русского народа по географическим методом» 1917 г. (рус. Материалы для антропологии России. Опыт выделения главных типов русского народа по географическому метода),
- «Материалы для антропологии населения Костромской губернии» 1921 г. (рус. Материалы для антропологии населения Костромской губернии),
- «Краткий очерк истории землеведения» 1923 г. (рус. Краткий очерк истории землеведения)[1].
- «Как убить войну (Моральная революция молодежи)» 1938 г. англ. How to kill war (Moral Revolution of Youth), Printed in China, 1938 (Evthimy Mikhaylovich Chepurkovsky)[3].